# NGC 1112
NGC 1112 je galaksija u zviježđu Ovan.

## Vanjske poveznice
- SEDS: NGC 1112